# Liga Norte Piamonte
La Liga Norte Piamonte (Lega Nord Piemont) (LNP) es un partido político italiano, federación de la Liga Norte en la región del Piamonte. Está liderado desde 2001 por Roberto Cota, presidente de la región de Piamonte desde marzo de 2010.

## Historia
El partido fue fundado en abril de 1987 como una escisión de Unión Piamontesa (UP) liderada por Gipo Farassino y Mario Borghezio. Este grupo, que tomó el nombre de Movimiento Autonomista Piamontés (Moviment Autonomista Piemontèis) (MAP) y más tarde Piamonte Autonomista (Piemont Autonomista) (PA), buscó desde sus inicios, a diferencia de la UP de Roberto Gremmo, aliarse con la Liga Lombarda de Umberto Bossi.
PA participó en las elecciones al Parlamento Europeo de 1989 como parte de la coalición Liga Lombarda-Alianza Norte. Entre 1989 y 1990 participó en el proceso de integración de los partidos regionalistas del norte de Italia de cara a las elecciones regionales; en febrero de 1991 PA se integró en la Liga Norte, tomando su nombre actual.
En las elecciones generales de Italia de 1996 el partido obtuvo su mejor resultado hasta la fecha en el Piamonte con un 18,2% de los votos. En 1997 Farassino fue sustituido como secretario del partido por Domenico Comino.
En 1999, el partido sufrió un duro golpe al escindirse un grupo liderado por Domenico Comino por sus desacuerdos con Umberto Bossi, creado Autonomistas por Europa (ApE) en el 2000.
Preocupada por la escisión y por una gran pérdida de apoyo popular, que se redujo del 18,2% al 7,8% en tan sólo tres años, la LNP entró en coalición con el centro-derecha el Polo de las Libertades en Piamonte. De 2000 a 2005, el partido formó parte en el gobierno regional dirigido por Enzo Ghigo, de Forza Italia, que incluyó al exlíder de la LNP Gipo Farassino como consejero de Cultura, mientras que Roberto Cota fue nombrado Presidente del Consejo Regional. 
En 2001 Cota fue elegido secretario nacional de LNP, con el mandato de revitalizar el partido. El partido se ha recuperado desde entonces: entre 2006 y 2008 la formación ha duplicado su porcentaje de voto del 6,3% al 12,3%. Asimismo, Cota se convirtió en líder de la Liga Norte en la Cámara de Diputados italiana. En las elecciones al Parlamento Europeo de 2009 la LNP volvió a aumentar sus resultados electorales con un de 15,7% de los votos, su mejor resultado desde 1996.
En el período previo a la elección de 2010 regional, Roberto Cota fue elegido como candidato a la presidencia regional por la coalición del Pueblo de la Libertad (PdL) y la Liga Norte. En marzo de Cota fue elegido presidente y la LNP triplicó su el número de sus escaños en el Consejo Regional, de cuatro a doce. En la victoria de Cota tuvo gran influencia el surgimiento del Movimiento 5 Estrellas de Beppe Grillo, que obtuvo el 3,7% de los votos, principalmente de votantes del centro-izquierda, y el voto católico decepcionado por la alianza de la Unión de Centro con el Partido Democrático.